# دیوید یارولیم
دیوید یارولیم (به انگلیسی: David Jarolím) (زادهٔ ۱۷ مهٔ ۱۹۷۹) یک بازیکن فوتبال اهل جمهوری چک است.
وی همچنین در تیم ملی فوتبال جمهوری چک بازی کرده‌است.